# Martin Hein (General)
Martin Albert Friedrich Hein (* 15. Februar 1959 in Braunschweig) ist ein Brigadegeneral außer Dienst des Heeres der Bundeswehr. Er war in letzter Verwendung bis September 2023 der Leiter des Deutschen Verbindungskommandos im Zentralkommando der US-Streitkräfte in Tampa/Florida (USA).

## Militärische Laufbahn

### Ausbildung und erste Verwendungen
Hein trat 1978 als Soldat auf Zeit in die Bundeswehr ein und absolvierte bis 1989 die Ausbildung zum Offizier der Panzertruppe an der Panzertruppenschule in Munster. Von 1979 bis 1983 absolvierte er ein Studium der Pädagogik an der Universität der Bundeswehr in Hamburg. Es schlossen sich von 1983 bis 1989 Verwendungen als Zugführer, S2-Offizier und Kompaniechef im Panzerbataillon 23 in Braunschweig an. Von 1989 bis 1991 war Hein als Hörsaalleiter an der Panzertruppenschule eingesetzt, bevor er von 1991 bis 1993 Teilnehmer am 34. Generalstabslehrgang an der Führungsakademie der Bundeswehr in Hamburg war.

### Dienst als Stabsoffizier
Nach Bestehen der Generalstabsausbildung führte Hein die erste Verwendung als Generalstabsoffizier von 1994 bis 1996 in das Führungsgrundgebiet 4 (Logistik) im Stab des IV. Korps in Potsdam. Im Jahr 1996 war Hein Lehrgangsteilnehmer am 30th Advanced Command and Staff Course (ACSC) in Camberley (Vereinigtes Königreich), bevor er von 1997 bis 1998 Abteilungsleiter G 3 (Operationsführung) der Panzergrenadierbrigade 19 in Ahlen wurde. Es schloss sich von 1998 bis 2000 eine ministerielle Verwendung als Referent FüS III (Militärpolitik und Rüstungskontrolle), im Führungsstab der Streitkräfte im Bundesministerium der Verteidigung in Bonn und Berlin an. Von 2000 bis 2002 war Hein Kommandeur des Panzerbataillon 33 in Luttmersen. Es folgte 2003 bis 2004 eine weitere Verwendung als Referent, diesmal als Referent für zentrale Aufgaben (Fü H/Z) im Führungsstab des Heeres im Bundesministerium der Verteidigung in Bonn. Von 2004 bis 2006 war Hein Abteilungsleiter G2/G3 im Streitkräfteamt in Bonn, bevor er von 2007 bis 2011 als Heeresattaché an der Deutschen Botschaft London verwendet wurde. Es folgte 2011 eine Verwendung als Abteilungsleiter Concept Development & Experimentation  am Zentrum für Transformation der Bundeswehr in Strausberg, bevor Hein 2012 als Referatsleiter im Attachéreferat im Bundesministerium der Verteidigung in Berlin eingesetzt wurde.  Im Jahr 2013 war Hein Lehrgangsteilnehmer am Higher Command & Staff Course am Joint Service Command & Staff College in Shrivenham (Vereinigtes Königreich), bevor er noch im selben Jahr Commander Enabling Command im Allied Rapid Reaction Corps in Innsworth (Vereinigtes Königreich) wurde. Auf diesem Dienstposten, den er bis 2014 besetzte, erfolgte auch die Beförderung zum Brigadegeneral.

### Dienst als General
Von 2014 bis 2017 war Hein Verteidigungsattaché an der Deutschen Botschaft in London.  Diesen Dienstposten übergab er an Brigadegeneral Ralf Raddatz.  Nach kurzen Zwischenverwendungen in der Abteilung Einsatz im Kommando Streitkräftebasis in Bonn und im Ausbildungskommando in Leipzig wurde Hein am 21. August 2018 Kommandeur der Offizierschule des Heeres in Dresden. Hier folgte er auf Brigadegeneral Harald Gante. Am 28. August 2020 übergab er das Kommando der Offiziersschule an Brigadegeneral Olaf Rohde, um sich auf seinen neuen Dienstposten als Leiter des Deutschen Verbindungskommandos im Zentralkommando der US-Streitkräfte in Tampa/Florida (USA) vorzubereiten, den er im Herbst übernehmen sollte. Zum 1. Oktober 2020 nahm er diesen Dienstposten, als Nachfolger von Brigadegeneral Andreas Delp, schließlich ein. Im September 2023 trat Hein nach 46 Dienstjahren in den Ruhestand.

### Auslandseinsätze
- 2002 KFOR Abteilungsleiter Generalstabsabteilung 3 (G3) der Multinationalen Brigade Süd, Prizren, Kosovo

### Auszeichnungen
- Ehrenkreuz der Bundeswehr in Gold
- Einsatzmedaille der Bundeswehr in Bronze (KFOR)
- NATO-Medaille KFOR

## Privates
Hein ist verheiratet und hat zwei Kinder.